# Вајлас (Колорадо)
Вајлас (енгл. Vilas) град је у америчкој савезној држави Колорадо.

## Демографија
По попису из 2010. године број становника је 114, што је 4 (3,6%) становника више него 2000. године.
| Група             | 2000.      | 2010.      |
| Белци             | 90 (81,8%) | 94 (82,5%) |
| Афроамериканци    | 0 (0,0%)   | 0 (0,0%)   |
| Азијати           | 0 (0,0%)   | 1 (0,9%)   |
| Хиспаноамериканци | 15 (13,6%) | 16 (14,0%) |
| Укупно            | 110        | 114        |